# Tipula fumicosta
Tipula fumicosta är en tvåvingeart som beskrevs av Enrico Adelelmo Brunetti 1918. Tipula fumicosta ingår i släktet Tipula och familjen storharkrankar. Inga underarter finns listade i Catalogue of Life.